# Eduardo Flaquer
Pour les articles homonymes, voir Flaquer.
Eduardo Flaquer Vázquez  est un ancien joueur espagnol de tennis né le 4 septembre 1894 à Barcelone et décédé le 18 août 1951 à Saint-Sébastien.

## Carrière
Il joue à Wimbledon 1922 (1/8), 1923 (1/64), 1926 (1/16) et à Internationaux de France de tennis en 1925 (1/4) perdu contre René Lacoste (6-4, 7-5, 6-2), 1926 (1/16) et 1927 (1/64).
Il joue en Coupe Davis en simple et en double de 1922 à 1928, 13 rencontres / 14 victoires / 15 défaites. En 1923 il bat à Deauville sur terre battue Jacques Brugnon et Henri Cochet en double avec Manuel de Gomar (6-4, 8-6, 11-13, 1-6, 6-4). 
Il bat Gordon Lowe en 1922 au Championnat du monde sur terre battue.
Quart de finale en double mixte avec Lilí Álvarez aux Jeux olympiques de Paris en 1924.
Quart de finale à Barcelone en 1920.
Vainqueur de la Copa Del Rey en 1924.
Finaliste en double à Wimbledon en 1923 avec Marqués de Gomar.

## Palmarès (partiel)

### Finale en double messieurs
| No | Date       | Nom et lieu du tournoi      | Catégorie | Surface      | Vainqueurs                     | Partenaire      | Score              |  |
| -- | ---------- | --------------------------- | --------- | ------------ | ------------------------------ | --------------- | ------------------ |  |
| 1  | 25-06-1923 | The Championships Wimbledon | G. Chelem | Gazon (ext.) | Leslie Godfree Randolph Lycett | Manuel de Gomar | 6-3, 6-4, 3-6, 6-3 |  |